# Star Wars: Knights of the Old Republic
Star Wars: Knights of the Old Republic (KotOR) är ett datorrollspel till Windows och Xbox från 2003, utvecklat av BioWare. Aspyr har även utvecklat en version för Macintosh. Spelet är baserat på Stjärnornas krig och utspelar sig 4000 år före händelserna i filmerna. En uppföljare kom 2004, Knights of the Old Republic II: The Sith Lords. Spelet är ett rollspel där spelaren skapar sin egen karaktär och genom sina handlingar och ord driver närmare den mörka eller den ljusa sidan. Spelarens val har inverkan på hur andra karaktärer bemöter henne eller honom och hur uppdragen utförs.

## Handling
Darth Malak, en Sith-lord och Darth Revans före detta lärling, har släppt ut en Sith-armé mot Republiken. Malaks anfall har lämnat Jedistyrkorna utspridda och sårbara; flera Jedi-krigare dog i slaget medan andra svor trohet till Malak.
Spelet börjar med att spelarens karaktär (som spelaren väljer kön och ansikte till) vaknar ombord på "Endar Spire", ett av Republikens skepp som attackeras av Malaks styrkor. Hon eller han stöter på Trask Ulgo, en av Republikens soldater, och tillsammans försöker de fly från skeppet. Trask dör dock när han slåss mot Darth Bandon, Darth Malaks lärling, i ett försök att ge karaktären tid till att fly. Karaktären kontaktas av Carth Onasi, rymdskeppets kapten, som berättar att ni två är de sista överlevande besättningsmedlemmarna. Efter att karaktären lyckats ta sig till utrymningskapslarna flyr hon eller han och Carth från skeppet.
Efter att ha rymt från skeppet och landat på planeten Taris blir spelaren gradvis vänner med flera individer och försöker lappa ihop sitt förflutna; detta sker samtidigt som hon eller han försöker stoppa Malaks styrkor. Medan karaktären söker skydd i Jedi-akademin på Dantooine lär hon eller han sig att bli en Jedi och upptäcker en stjärnkarta som berättar om "Star Forge". Star Forge är antagligen det som förser Malak med militära resurser. Men stjärnkartan är gammal och filerna är korrupta; karaktären och hans eller hennes vänner kan bara komma åt en del av kartans minne. Kartan nämner flera andra planeter i galaxen: Dantooine, Manaan, Tatooine, Kashyyyk och Korriban. Gruppen kommer fram till att det kan finnas liknande stjärnkartor på de planeterna som kan förse dem med mer information om Star Forge. När de letar efter dessa kartor avgör karaktärens agerande och tal om hon eller han väljer den ljusa eller den mörka sidan.

### Om spelet
- I spelet kan man välja kläder, rustningar, kraftsköldar, vapen och ljussablar, samt uppgradera dessa.

- Spelet mottogs mycket väl av kritiker och blev utsett till "Game of the Year". Det vann dessutom en rad andra priser.